# Орджоникидзе (Ростовская область)
Орджоники́дзе — хутор в Целинском районе Ростовской области.
Входит в состав Ольшанского сельского поселения.

## Население
| 2010 |
| ---- |
| 9    |

## Улицы
Ну хуторе имеется одна улица — Лесная.